# Cyclidia substigmaria
Cyclidia substigmaria is een vlinder uit de familie van de eenstaartjes (Drepanidae). De wetenschappelijke naam van de soort is voor het eerst geldig gepubliceerd in 1825 door Hübner.